# Voivodato de Brest Litovsk
El voivodato de Brest-Litovsk (en bielorruso: Берасьцейскае ваяводзтва, en polaco: Województwo brzeskolitewskie) fue una división territorial administrativa y una sede del gobierno local (voivoda) dentro del Gran Ducado de Lituania (Mancomunidad de Polonia-Lituania) desde 1566 hasta la Constitución de mayo de 1791, y de 1791 a 1795 (particiones de Polonia) como voivodato de Polonia. Se constituyó a partir de los condados de Brest-Litovsk y Pinsk.

## Historia
Fue creado a partir de la parte sur del voivodato de Trakai en 1566. En 1791 se crearon los condados de Kobryn y Pinsk-Zarzeche (su centro era Poltnica, ahora Plotnitsa). El país de Pinsk-Zarzeche pasó a llamarse Zapinski y su sede se trasladó a Stolin. Después de la segunda partición de Polonia, en 1793, los países de Pinsk y Zapinski quedaron en manos del Imperio ruso como parte de la gobernación de Minsk. Finalmente, el resto se disolvió en 1795 y formó parte de la gobernación de Slonim.
Zygmunt Gloger en su monumental libro "Geografía histórica de las tierras de la Antigua Polonia" proporciona esta descripción del voivodato de Brest Litovsk:

Después de la muerte de Yaroslav el Sabio, la tierra ubicada entre el Bug y Dniéper se dividió en varios ducados. El principado de Túrov y Pinsk a fines de la década de 1310 se unió al Gran Ducado de Lituania (...) Kęstutis, el hijo del Gran Duque Gediminas, gobernó el oeste de Lituania, incluyendo Podlaquia, Troki y Polesia, junto con Pinsk. Durante su reinado, se unieron las tres regiones de Polesia, las de Brzesc, Pinsk y Turow. Después de la Unión de Lublin, debido a su inmensa área, Polesia fue separada del voivodato de Troki. Se creó el voivodato de Brzesc, en una forma que permaneció sin cambios hasta la segunda partición de Polonia de 1793. Las partes central y oriental del voivodato estaban formadas por el antiguo principado de Túrov y Pinsk (...)

El voivodato de Brzesc se dividió en dos condados enormes: los de Brzesc y Pinsk. Cada condado tenía su propio starosta, eligiendo dos diputados al Sejm y dos diputados al Tribunal lituano. El voivodato tenía dos senadores, que eran el castellano y el vaivoda (...) Entre las principales ciudades se encontraban Brzesc, Pinsk, Biala Podlaska, Koden, Wolczyn y Kamieniec Litewski. En la esquina noreste del voivodato de Brzesc estaba el bosque de Bialowieza, donde cazaban los reyes polacos.

## Gobernadores
Asiento del gobernador del voivodato (wojewoda):
- Brest-Litovsk

Voivodas:
- Jerzy Ilinicz (1566)
- Jerzy Tyszkiewicz Lohojski (1566-1576)
- Gabriel Hornostaj (1576-1587)
- Mikołaj Michał Sapieha (1587-1588)
- Jan Kiszka (1589-1592)
- Krzysztof Zenowicz (Zienowicz) (1592-1615)
- Jan Ostafi Tyszkiewicz Lohojski (1615-1631)
- Aleksander Ludwik Radziwiłł (1631-1635)
- Mikolaj Sapieha (XI 1638-VII 1642)
- Teofil Iwan Tryzna (1642-1644)
- Andrzej Massalski (1645-1651/1652)
- Jerzy Klonowski (1652-1653)
- Maksymilian Brzozowski (1653-1659)
- Kazimierz Ludwik Jewłaszewski (1659-1664)
- Jakub Teodor Kuncewicz (1664-1666/1667)
- Melchor Estanislao Sawicki (1666-1668)
- Krzysztof Piekarski (1668-1672)
- Stefan Kurcz (1672-1702)
- Krzysztof Komorowski (1702-1708)
- Władysław Jozafat Sapieha (1709-1733)
- Kazimierz León Sapieha (1735-1738)
- Adam Tadeusz Chodkiewicz (1738-1745)
- Jan Michał Solołohub (1745-1748)
- Karol Józef Sapieha (1748-1768)
- Jan Antoni Horain (1768-1777)
- Mikołaj Tadeusz Łopaciński (1777-1778)
- Jan Tadeusz Zyberg (1783-1795)